# Édouard Manec
Jean dit Édouard Manec, né à Clairac (Lot-et-Garonne) le 30 mai 1808 et mort le 1er mai 1880 à Agen (Lot-et-Garonne), est un prêtre et traducteur français. Fils de Pierre Manec, menuisier à Clairac, et de Jeanne Vergnol. Il décède le 30 avril 1880.

## Biographie
D'origine modeste (il est fils de menuisier), l'abbé Manec est précepteur à Beurre (à Villeneuve-sur-Lot) pour le jeune Albéric de Blanche, puis à Combreux pour Arthur de La Rochefoucauld, fils du duc d'Estissac.
Il traduit de l'espagnol L'Art d'arriver au vrai, philosophie pratique et la Philosophie fondamentale de Jacques Balmès.
Ordonné prêtre en 1853, l'abbé Manec est professeur de philosophie au grand séminaire d'Agen. Nommé vicaire général du diocèse d'Agen dès 1854, il exerce cette fonction jusqu'à sa mort.
Il est décoré de la Légion d'honneur en 1875.